# Борщевик аирный
Борщевик аирный (лат. Heracleum chorodanum) — травянистое растение, вид рода Борщевик семейства Зонтичные, произрастающий в Предкавказье и Закавказье.
Вид описан из Кисловодска.

## Ботаническое описание
Корень веретеновидный, стебель 40-100 см в высоту, округлый, узко бороздчатый, в нижней части густо опушенный длинными, щетинистыми, прижатыми, обращенными вниз волосками, в верхней части оттопыренно опушенный тонкими стебельчато-железистыми волосками. Листья перисто-сложные, в очертании продолговатые, нижние на длинных черешках из 2-3 пар почти округлых яйцевидных или яйцевидно-продолговатых, иногда более или менее глубоко перисто-надрезанных, по краю городчато зубчатых сегментов, верхние листья уменьшенные на коротких черешках, сегменты сильно удлиненные, ланцетные или линейные, по краю отдаленно пильчатые, листья с верхней стороны усажены редкими прижатыми щетинистыми волосками, с нижней густо мягко опушенные тонкими волосками. Зонтики 7-12 лучевые; лучи зонтика и зонтичков оттопыренно-опушенные короткими простыми и более длинными стебельчато-железистыми волосками. Цветки белые, завязь не опушена, зубцы чашечки мелкие треугольные, внешние лепестки краевых цветков в зонтичках сильно увеличенные, 10-12 мм в длину, глубоко двулопастные, лопасти продолговатые, сильно расходящиеся.
Плод — вислоплодник, состоящий из двух полуплодиков. Полуплодики обратно-яйцевидные, 6-9 мм в длину и 5-6 мм в ширину.

## Распространение и экология
Эндемик Кавказа. Распространен в Предкавказье и в восточном и южном Закавказье.
Произрастает в среднем горном поясе, на травянистых склонах, на лесных опушках и в зарослях кустарников.

## Классификация

### Таксономическое положение
Вид Борщевик аирный входит в род Борщевик (Heracleum) подтрибы Tordyliinae трибы Tordylieae подсемейства Сельдерейные (Apioideae) семейства Зонтичные (Apiaceae) порядка Зонтикоцветные (Apiales).
|  |                        |  |                                               |                                               |                           |  | ещё два подсемейства | ещё два подсемейства            |                                 |  |  |  | клада Cymbocarpum и клада Lefebvrea | клада Cymbocarpum и клада Lefebvrea |  |  |  |  | ещё до 147 видов | ещё до 147 видов |
|  |                        |  |                                               |                                               |                           |  | ещё два подсемейства | ещё два подсемейства            |                                 |  |  |  | клада Cymbocarpum и клада Lefebvrea | клада Cymbocarpum и клада Lefebvrea |  |  |  |  | ещё до 147 видов | ещё до 147 видов |
|  |                        |  |                                               | семейство Зонтичные                           |                           |  |                      |                                 | триба Tordylieae                |  |  |  |                                     | Род Борщевик                        |  |  |  |  |                  |                  |
|  |                        |  |                                               | семейство Зонтичные                           |                           |  |                      |                                 | триба Tordylieae                |  |  |  |                                     | Род Борщевик                        |  |  |  |  |                  |                  |
|  | порядок Зонтикоцветные |  |                                               |                                               | подсемейство Сельдерейные |  |                      |                                 | подтриба Tordyliinae            |  |  |  | вид Борщевик аирный                 |                                     |  |  |  |  |                  |                  |
|  | порядок Зонтикоцветные |  |                                               |                                               |                           |  |                      |                                 |                                 |  |  |  |                                     |                                     |  |  |  |  |                  |                  |
|  |                        |  | ещё шесть семейств (согласно Системе APG III) | ещё шесть семейств (согласно Системе APG III) |                           |  |                      | ещё около двадцати четырех триб | ещё около двадцати четырех триб |  |  |  | ещё четырнадцать родов              | ещё четырнадцать родов              |  |  |  |  |                  |                  |
|  |                        |  |                                               | ещё шесть семейств (согласно Системе APG III) |                           |  |                      |                                 | ещё около двадцати четырех триб |  |  |  |                                     | ещё четырнадцать родов              |  |  |  |  |                  |                  |

### Синонимика
По данным Catalogue of Life (англ.):
- Wendia chorodanum Hoffm.
- Pastinaca chorodanum (Hoffm.) Koso-Pol.
- Heracleum longifolium M.Bieb
- Heracleum angustifolium M.Bieb